# 3-Hydroxybutanone
La 3-hydroxybutanone ou acétoïne est composé organique, une cétone hydroxylée, de formule C4H8O2. Elle se présente sous la forme liquide incolore, ou d'une couleur jaune à vert pâle, possédant une odeur agréable rappelant celle du beurre.
C'est un intermédiaire lors de la fermentation du butane-2,3-diol chez les entérobactéries. La 3-hydroxybutanone peut être mise en évidence par la réaction de Voges-Proskauer.
Cette molécule est utilisée comme agent de saveur pour des préparations alimentaires (notamment en boulangerie) et en parfumerie. L'acétoïne est une molécule chirale. La forme produite par les bactéries est la (R)-acétoïne.

## Production dans les bactéries
L'acétoïne est une molécule neutre à quatre atomes de carbone utilisée comme réserve d'énergie externe par un certain nombre de bactéries fermentaires. Elle est produite par la décarboxylation de l'alpha-acétolactate, un précurseur commun de la biosynthèse des acides aminés à chaîne ramifiée. En raison de sa nature neutre, la production et l’excrétion d’acétoïne au cours d'une croissance exponentielle empêchent la suracidification du cytoplasme et du milieu environnant qui résulterait de l’accumulation de produits métaboliques acides, tels que l’acide acétique et l’acide citrique. Une fois que les sources de carbone principales sont épuisées et que la culture entre en phase stationnaire, l'acétoïne peut être utilisée pour maintenir la densité de population bactérienne. La conversion de l'acétoïne en acétyl-CoA est catalysée par le complexe acétoïne déshydrogénase, suivant un mécanisme similaire au complexe pyruvate déshydrogénase. Toutefois, l'acétoïne n'étant pas un 2-oxoacide, elle ne subit pas de décarboxylation par l'enzyme E1; Au lieu de cela, une molécule d'acétaldéhyde est libérée. Chez certaines bactéries, l’acétoïne peut également être réduite en butane-2,3-diol par l’acétoïne réductase/butane-2,3-diol déshydrogénase (en).
Le test Voges-Proskauer est un test microbiologique couramment utilisé pour caractériser la production de 3-hydroxybutanone. 

## Usage
L’acétoïne, avec le diacétyle, est l’un des composés chimiques qui confère au beurre sa saveur caractéristique. Pour cette raison, les fabricants de margarine c'est-à dire d'huiles végétales partiellement hydrogénées ajoutent généralement au produit final un arôme de beurre artificiel, composé d'acétoïne et de diacétyle, et un colorant, le bêta-carotène, pour la couleur jaune. Sans ces arômes ajoutés, le produit final resterait fade. 
L'acétoïne est aussi utilisée comme agent de saveur pour des préparations alimentaires et en parfumerie. On peut en trouver dans les pommes, le beurre, le yaourt, les asperges, le cassis, les mûres de ronce, la farine, le brocoli, le chou de Bruxelles et le melon.
Dans un rapport publié en 1994 par cinq des plus grandes fabricants de cigarettes, la 3-hydroxybutanone figurait parmi les 599 additifs à la cigarette[réf. à confirmer]. Elle est utilisée également dans les liquides pour cigarettes électroniques pour donner une saveur de beurre ou de caramel.

## Stéréochimie
L'atome de carbone C3 qui est celui qui porte la fonction hydroxyle est un carbone asymétrique. La 3-hydroxybutanone se présente donc sous la forme d'une paire d'énantiomères :
- (3R)-3-hydroxybutanone, énantiomère naturel de numéro CAS 53584-56-8 et de CID  439314
- (3S)-3-hydroxybutanone de numéro CAS 78183-56-9